# Claude Lemieux
Claude Percy Lemieux (* 16. Juli 1965 in Buckingham, Québec) ist ein ehemaliger kanadischer Eishockeyspieler mit US-amerikanischer Staatsbürgerschaft. Im Verlauf seiner aktiven Karriere bestritt er zwischen 1982 und 2003 sowie 2008 und 2010 unter anderem 1449 Spiele für die Canadiens de Montréal, New Jersey Devils, Colorado Avalanche, Phoenix Coyotes, Dallas Stars und San Jose Sharks in der National Hockey League auf der Position des rechten Flügelstürmers. Lemieux ist einer von nur elf Spielern in der Geschichte der NHL, der den Stanley Cup mit drei verschiedenen Teams gewinnen konnte. Im Jahr 1995 gewann er als wertvollster Spieler der Playoffs die Conn Smythe Trophy. Sein jüngerer Bruder Jocelyn Lemieux war ebenfalls professioneller Eishockeyspieler.

## Karriere
Lemieux spielte während seiner Juniorenzeit zunächst in den unterklassigen Juniorenligen der Provinz Québec bei den Richelieu Riverains. Zur Saison 1982/83 wechselte er in die höherklassige Ligue de hockey junior majeur du Québec zu den Draveurs de Trois-Rivières. Gleich in seiner Rookiesaison machte er mit 66 Punkten in nur 62 Partien, aber auch 187 Strafminuten, auf sich aufmerksam. Im darauffolgenden Sommer wählten ihn die Canadiens de Montréal in der zweiten Runde des NHL Entry Draft 1983 als insgesamt 26. Spieler aus. Er kam gleich in der darauffolgenden Saison 1983/84 zu seinem Ligadebüt, als er acht Partien, in denen ihm auch sein erstes Tor gelang, für die Canadiens absolvierte. Den Großteil der Spielzeit verbrachte er jedoch weiterhin in der LHJMQ, wo er zu den Junior de Verdun gewechselt war. Seine 86 Scorerpunkte in 51 Partien brachten ihm eine Nominierung für das LHJMQ Second All-Star Team ein sowie die Chance sich in den Playoffs der American Hockey League in zwei Partien für die Nova Scotia Voyageurs weiter für einen Stammplatz im NHL-Kader Montréals zu empfehlen. Die Saison 1984/85 spielte er ebenfalls in der Juniorenklasse und bestritt nur eine weitere Partie für die Canadiens in der NHL. Im Trikot der Canadien junior de Verdun, für die er mittlerweile in der LHJMQ spielte, gelang ihm abermals eine Steigerung seiner Punktausbeute. In 52 Begegnungen erreichte er 124 Scorerpunkte, die ihm erneut eine Nominierung – dieses Mal ins First All-Star Team der LHJMQ – einbrachte. Zuvor hatte er große Teile der Saison verpasst, da er sich mit der kanadischen Junioren-Nationalmannschaft auf die Weltmeisterschaft vorbereitet hatte.
Zur Saison 1985/86 wechselte der inzwischen 20-jährige Lemieux in den Profibereich. Zunächst wurde er im Farmteam der Montréal Canadiens, den Canadiens de Sherbrooke aus der AHL, eingesetzt, kam aber auch in zehn NHL-Partien zum Einsatz. Dennoch verbrachte er den Großteil der Spielzeit in der AHL, wo er 58 Spiele absolvierte. Die Spielzeit 1985/86 sollte die letzte Minor-League-Saison in der Karriere des rechten Flügelstürmers bleiben, da er sich im Anschluss an die AHL-Saison über die Einsätze in den Playoffs für die Canadiens letztlich einen Stammplatz erarbeiten konnte und die Spielzeit 1985/86 mit dem Stanley-Cup-Gewinn beendete. In seinem ersten vollen Spieljahr in der NHL wusste Lemieux mit 53 Punkten in 76 Partien zu beeindrucken. Seine Leistungen brachten ihm zudem eine Nominierung in den Kader für die Rendez-vous ’87-Serie der NHL All-Stars gegen das sowjetische Nationalteam ein. Nach dem ersten Cup-Gewinn Montréals seit 1979 blieb der Stürmer dem Team noch drei weitere Spielzeiten treu.
Obwohl er in der Saison 1989/90 viele Spiele wegen einer Unterleibsverletzung hatte aussetzen müssen, willigten die New Jersey Devils im September 1990 zu einem Transfergeschäft ein, dass Lemieux im Austausch für Sylvain Turgeon an die US-amerikanische Ostküste brachte. Nach leichten Startschwierigkeiten bei den Devils in seiner ersten Saison avancierte er in den beiden folgenden Jahren zum Leistungsträger, als er zwei seiner besten Karrierejahre mit 68 respektive 81 Scorerpunkten hatte. In den folgenden beiden Spielzeiten ließen Lemieuxs Leistungen nach und erst im Verlauf der Playoffs der Saison 1993/94, in denen die Devils bis ins Finale der Eastern Conference vordrangen, ließ er seine Qualitäten erneut aufblitzen. In der durch den Lockout verkürzten regulären Saison der Spielzeit 1994/95 konnte er nicht an die Playoffs der Vorsaison anschließen. Die Playoffs absolvierte er jedoch dann herausragend und war maßgeblich am ersten Titelgewinn der Devils beteiligt. Seine 13 Playoff-Tore – sieben mehr als in der regulären Saison – bescherten ihm sowohl seinen persönlich zweiten Stanley-Cup-Gewinn als auch die Conn Smythe Trophy für den wertvollsten Spieler der Playoffs.
Trotz des Gewinns der prestigeträchtigen Trophäe trennten sich die Wege von Lemieux und den Devils. Am 3. Oktober 1995 wurde er zunächst für Steve Thomas an die New York Islanders abgegeben, die ihn noch am gleichen Tag für Wendel Clark zur Colorado Avalanche transferierten. Die Avalanche war erst im vorangegangenen Sommer von Québec City nach Denver umgezogen und versuchte um Joe Sakic, Peter Forsberg und Patrick Roy einen Titelanwärter zu formen. Lemieux fand sich in der Mannschaft auf Anhieb gut ein und bestritt, gemessen an seiner Punktausbeute, mit 71 Scorerpunkten die zweitbeste Spielzeit seiner Karriere. Gleich im ersten Jahr gewann er mit Colorado erneut den Stanley Cup, wobei Lemieux im Verlauf der Playoffs für einen negativen Höhepunkt sorgte, als er Kris Draper von den Detroit Red Wings durch eine Attacke verletzte, so dass dieser durch einen Unterkiefer-, Jochbein- und Nasenbeinbruch sowie einer Gehirnerschütterung lange ausfiel. Lemieux wurde für sein Vergehen mit einer Sperre von zwei Spielen belegt. Die Revanche der Red Wings gipfelte im folgenden Spieljahr im sogenannten „Brawl in Hockeytown“ am 26. März 1997 bei einem Spiel der Avalanche in der Detroiter Joe Louis Arena und wurde bis ins neue Jahrtausend hinein intensiv fortgeführt. Im Gegensatz zu seiner Zeit in New Jersey verließ Lemieux Colorado nach dem Titelgewinn nicht, sondern blieb noch drei weitere Spielzeiten in den Rocky Mountains. Er war in dieser Zeit stets ein Leistungsträger, aber ein weiterer Stanley-Cup-Sieg blieb ihm verwehrt, obwohl das Team in den Playoffs noch zweimal weit vordringen konnte.
Kurz nach Beginn des Spieljahres 1999/2000 wechselte Lemieux gemeinsam mit zwei Draftrechten der ersten und zweiten Runde im NHL Entry Draft 2000 für Brian Rolston und ein Erstrunden-Draftrecht, ebenfalls im Entry Draft 2000, zurück zu den New Jersey Devils, da sein Vertrag am Saisonende auslief und das Management der Avalanche sich keine Chancen auf eine Vertragsverlängerung ausrechnete. Mit den Devils sicherte er sich schließlich am Ende des Jahres seinen vierten Stanley-Cup-Triumph. Wie bereits vor fünf Jahren verließ der Flügelstürmer die Mannschaft und unterzeichnete als Free Agent einen Vertrag bei den Phoenix Coyotes. Nach anfänglichen Problemen fand er sich auch dort gut ein, jedoch war das Team im Gegensatz zu seinen vorherigen Stationen kein Titelanwärter. Nach zweieinhalb Jahren wechselte er daher in der Mitte der Saison 2002/03 für Scott Pellerin und ein Viertrunden-Draftrecht im NHL Entry Draft 2004 zu den Dallas Stars. Die Stars gingen als bestes Team der Western Conference als einer der Favoriten ins Playoff-Rennen, mussten sich jedoch in der zweiten Runde überraschend den Mighty Ducks of Anaheim geschlagen geben. Nach einer längeren Auszeit, in der er erneut als Free Agent galt, unterzeichnete er am 9. Februar 2004 einen Vertrag beim Schweizer A-Nationalligisten EV Zug, für den er im restlichen Verlauf der Saison 2003/04 noch sieben Hauptrunden- und fünf Playoff-Partien bestritt. Danach beendete er seine Karriere.
Nach dem Ende seiner aktiven Karriere wurde er 2005 in die Hall of Fame der LHJMQ aufgenommen und nahm das Präsidentenamt der Phoenix RoadRunners aus der ECHL an. Diesen gab er nach insgesamt drei Jahren im Spätsommer 2008 jedoch auf, als er bekanntgab, einen Comebackversuch zu starten. Zur Vorbereitung schloss er sich den Arizona Sundogs aus der Central Hockey League an. Im November 2008 gab der inzwischen 43-jährige schließlich sein Comeback, als er einen Probevertrag bei den China Sharks aus der Asia League Ice Hockey unterschrieb. Für den Kooperationspartner der San Jose Sharks aus der NHL bestritt der Enforcer zwei Partien, ehe er nach Nordamerika zurückkehrte. Wenig später unterbreiteten ihm dann die Worcester Sharks aus der American Hockey League – ebenfalls mit San Jose in Kooperation stehend – einen weiteren Probevertrag über maximal 25 Saisonspiele. Nachdem der Stürmer bis Ende Dezember 14 Partien bestritten hatte, in denen ihm sechs Punkte gelungen waren, unterbreiteten ihm die San Jose Sharks letztlich einen Zwei-Wege-Vertrag mit Gültigkeit für die NHL und AHL. Somit stand Lemieux dem Team in Worcester für den Rest der Spielzeit zur Verfügung, nachdem ihn von der Waiver-Liste – auf die er für 24 Stunden routinemäßig gesetzt werden musste – kein anderes NHL-Team ausgewählt hatte. Am 20. Januar 2009 gab der Flügelstürmer schließlich nach fast sechsjähriger Abstinenz sein Comeback in der NHL im Spiel der San Jose Sharks, die ihn tags zuvor in den NHL-Kader berufen hatten, gegen die Vancouver Canucks. Im Verlauf der restlichen Saison kam Lemieux in 18 Partien der regulären Saison sowie einer Playoff-Begegnung zum Einsatz. Dabei konnte er eine Torvorbereitung verbuchen. Nachdem ihm die Sharks keinen neuen Vertrag angeboten hatten, gab der Stürmer am 8. Juli 2009 seinen erneuten und endgültigen Rücktritt bekannt.
Neben seiner körperlichen Robustheit beschäftigte Lemieux seine Gegenspieler mit seinem nicht selten praktizierten „Trash Talk“. Er war darüber hinaus aber auch ein exzellenter Spieler, der vor allem in den Playoffs seine Qualitäten zeigte. Dafür spricht, dass er in drei Spielzeiten mehr Tore in den Playoffs als in der regulären Saison erzielte und nur acht Spieler in der Geschichte der NHL mehr Tore in den Playoffs erzielt haben.

### International
Auf internationaler Ebene vertrat Lemieux sein Heimatland Kanada dreimal sowie einmal die National Hockey League im Rahmen des sogenannten Rendez-vous ’87.
Erstmals trat Lemieux bei der Junioren-Weltmeisterschaft 1985 in Erscheinung, als er mit dem kanadischen Team die Goldmedaille gewinnen konnte. Er selbst steuerte dazu in sechs Turnierspielen drei Tore und zwei Assists. 1987 nahm er dann, inzwischen im Seniorenbereich spielend, an zwei internationalen Vergleichen teil. Zunächst bestritt er mit den NHL All-Stars das Rendez-vous ’87 gegen die sowjetische Nationalmannschaft. In den zwei Partien gelang ihm kein Tor und auch keine Beteiligung an einem solchen. Beim Canada Cup 1987 spielte er dann wieder im Trikot Kanadas, das er in sechs Begegnungen überstreifte. Dabei erzielte er ein Tor und bereitete ein weiteres vor. Der Gewinn der Goldmedaille war zugleich sein erster Titelgewinn auf internationaler Ebene im Seniorenbereich. Letztmals spielte Lemieux im Rahmen des World Cup of Hockey 1996 für sein Heimatland. Dort reichte es allerdings nur zum Erreichen des zweiten Platzes, da sich die Kanadier in der Finalserie zweimal den US-Amerikanern geschlagen geben mussten.

## Erfolge und Auszeichnungen
| - 1984 LHJMQ Second All-Star Team - 1985 Trophée Guy Lafleur - 1985 LHJMQ First All-Star Team - 1986 Stanley-Cup-Gewinn mit den Canadiens de Montréal - 1987 Teilnahme am Rendez-vous ’87 | - 1995 Stanley-Cup-Gewinn mit den New Jersey Devils - 1995 Conn Smythe Trophy - 1996 Stanley-Cup-Gewinn mit der Colorado Avalanche - 2000 Stanley-Cup-Gewinn mit den New Jersey Devils - 2005 Aufnahme in den Temple de la Renommée de la LHJMQ |

### International
- 1985 Goldmedaille bei der Junioren-Weltmeisterschaft
- 1987 Goldmedaille beim Canada Cup
- 1996 Zweiter Platz beim World Cup of Hockey

## Karrierestatistik

### International
| Vertrat Kanada bei: - Junioren-Weltmeisterschaft 1985 - Canada Cup 1987 - World Cup of Hockey 1996 | Vertrat die National Hockey League bei: - Rendez-vous ’87 |

(Legende zur Spielerstatistik: Sp oder GP = absolvierte Spiele; T oder G = erzielte Tore; V oder A = erzielte Assists; Pkt oder Pts = erzielte Scorerpunkte; SM oder PIM = erhaltene Strafminuten; +/− = Plus/Minus-Bilanz; PP = erzielte Überzahltore; SH = erzielte Unterzahltore; GW = erzielte Siegtore; 1 Play-downs/Relegation; Kursiv: Statistik nicht vollständig)